# París-Roubaix 1947
La París-Roubaix 1947 fou la 45a edició de la París-Roubaix. La cursa es disputà el 6 d'abril de 1947 i fou guanyada pel belga Georges Claes, que s'imposà a l'esprint als seus dos companys d'escapada en la meta de Roubaix.

## Classificació final
|    | Ciclista            | Equip           | Temps      |
| -- | ------------------- | --------------- | ---------- |
| 1  | Georges Claes       | Rochet          | 6h 10' 34" |
| 2  | Adolf Verschueren   | Huybrechts      | m. t.      |
| 3  | Louis Thiétard      | Metropole       | m. t.      |
| 4  | Raymond Impanis     | Alcyon-Dunlop   | + 16"      |
| 5  | Albéric Schotte     | Alcyon - Dunlop | + 51"      |
| 6  | Olimpio Bizzi       | Viscontea       | + 56"      |
| 7  | Edouard Fachleitner | France Sport    | m. t.      |
| 8  | Maurice de Muer     | Peugeot         | m. t.      |
| 9  | Lucien Teisseire    | Viscontea       | + 2' 42"   |
| 10 | Lucien Vlaemynck    | Olmo            | + 3' 43"   |